# Gabites Glacier
Gabites Glacier är en glaciär i Antarktis. Den ligger i Östantarktis. Nya Zeeland gör anspråk på området. Gabites Glacier ligger 2 047 meter över havet.
Terrängen runt Gabites Glacier är varierad.  Trakten är obefolkad. Det finns inga samhällen i närheten. 